# Короткова, Ирина Юрьевна
Ирина Юрьевна Короткова (25 августа 1947, Москва) — советская и российская актриса

 театра и кино.

## Биография
Ирина Короткова родилась 25 августа 1947 года в Москве.

Училась в 170-й московской школе. В квартире её школьной подруги Веры Жиляевой (племянницы актрисы Дины Тополевой) часто собирались актёры: Георгий Вицин, Николай Сергеев с супругой, которые играли в преферанс, рассказывали истории; девочки увлеклись театром и организовали школьный драмкружок.
Позже, в старших классах, занималась в драматической студии Центрального детского театра (педагоги студии Геннадий Печников и Валерия Меньковская) вместе с Николаем Караченцевым, Алексеем Казанцевым, Андреем Манке.
В 1969 году окончила театральное училище (ВУЗ) имени Б. В. Щукина, педагог — Вера Константиновна Львова. На курсе училась вместе с Леонидом Филатовым, Александром Кайдановским, Борисом Галкиным, Владимиром Качаном, Иваном Дыховичным, Ниной Руслановой, Яном Арлазоровым, Екатериной Марковой, Сергеем Приселковым.
В 1967 году, будучи ещё студенткой, снялась в фильме «Незабываемое»; фильм поставлен по военным рассказам Александра Довженко режиссёром Юлией Солнцевой. В 1970 году вместе с советской группой кинематографистов, где были Юлия Солнцева, Игорь Васильевич Таланкин, Алла Демидова представляла фильм «Незабываемое» в Риме (Италия) на Неделе советских фильмов.
После окончания училища работала в театре-студии «Жаворонок» под руководством Бориса Аблынина, вплоть до закрытия студии в 1972 году. С 1972 по 2012 год работала в Московском Театре кукол.

## Семья
- Первый муж — Октавиан Корнич (1941—2020) — диктор Центрального телевидения, актёр
  - дочь Екатерина
- Второй муж — Александр Борисович Косарев (1944—2013) — кинорежиссёр, сценарист и актёр, поэт.
  - дочь  Мария

## Фильмография
- 1967 — Незабываемое — Олеся Чабан
- 1969 — Только три ночи — Катя
- 1970 — Городской романс — Люба, подруга Маши
- 1970 — Море в огне — Зина
- 1970 — Переступи порог — Лена Прохорова
- 1970 — Один из нас — роль Зины
- 1970 — Двое в декабре (короткометражный) — Онa
- 1973 — Сто шагов в облаках (короткометражный) — девушка-оператор
- 1973 — Москва — Кассиопея — учительница русского языка, на экране (нет в титрах)
- 1974 — Одиножды один — жена председателя колхоза
- 1974 — Такие высокие горы — Инна Павловна
- 1975 — Когда дрожит земля — Светлана
- 1980 — Желаю успеха — Катя Мохова
- 1982 — Срочно… Секретно… Губчека — комиссар Басманова
- 1984 — Прежде, чем расстаться — Ольга
- 1989 — Сувенир для прокурора — Ольга Павловна Гранская, следователь прокуратуры
- 1991 — Хищники — следователь прокураторы Дагурова Ольга Павловна (главная роль)
- 1993 — Заложники «Дьявола»  — Габа, любовница Киреева